# Ніїхама

Ніїха́ма (яп. 新居浜市, にいはまし, МФА: [ɲiːhama ɕi̥]?) — місто в Японії, в префектурі Ехіме. Розташоване в північно-східній частині префектури, на узбережжі Внутрішнього Японського моря.   Виникло на основі торговельного порту і місцезнаходження мідної копальні Бессі, прибутки з якої підтримували японську економіку протягом 17–19 століття і дали поштовх утворенню компанії Сумітомо. Отримало статус міста 1937 року. Площа становить 234,30 км². Станом на 1 липня 2012 року населення складало 120 811  осіб, густота населення — 516 осіб/км².  Основою економіки є металургія, машинобудування і хімічна промисловість.   Місто відоме святом барабанів, що проводиться щорічно в жовтні.

## Історія
Засноване 3 листопада 1937 року шляхом злиття таких населених пунктів:
- містечка Ніїхама повіту Нії (新居郡新居浜町)
- села Канеко (金子村)
- села Такацу (高津村)